# Stichopogon kerteszi
Stichopogon kerteszi är en tvåvingeart som beskrevs av Mario Bezzi 1910. Stichopogon kerteszi ingår i släktet Stichopogon och familjen rovflugor. Inga underarter finns listade i Catalogue of Life.